# Lijst van Zwitserse autosnelwegen en autowegen

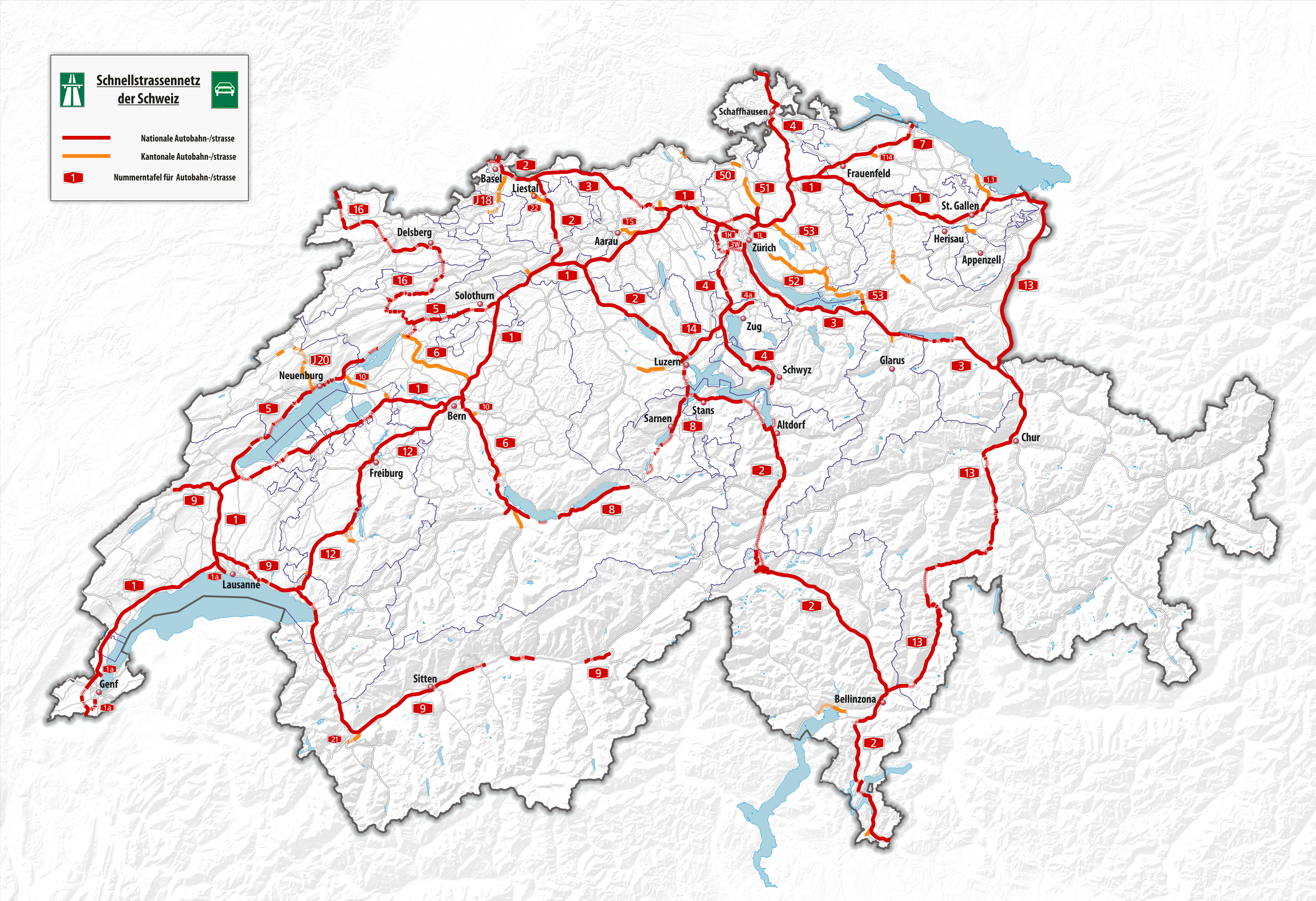
Het hoofdwegennet van Zwitserland (Situatie: 2020)

De lijst van Zwitserse autosnelwegen en autowegen zet alle wegen van Zwitserland op een rij, welke een autosnelweg en/of autoweg status hebben.

## Definitie
In Zwitserland wordt vergelijkbaar met de situatie in Nederland een principieel onderscheid gemaakt tussen autosnelwegen en autowegen. De A-nummering van de wegen (witte letters op een rode achtergrond) wordt echter zowel voor autosnelwegen als autowegen gebruikt. Zo kan bijvoorbeeld een weg met het nummer  zowel stukken autosnelweg als ook (enkelbaanse) stukken autoweg bevatten. Bovendien hebben kantonale autowegen niet zelden ook blauwe nummers die deel uit maken van het onderliggend wegennet. Uitsluitend aan de hand van het wegnummer kan daardoor geen onderscheid gemaakt worden wie het beheer uitvoert, welke status een weg heeft of hoe de weg is uitgebouwd. Zowel autosnelwegen als autowegen hebben in Zwitserland groene borden. Het onderliggend wegennet heeft daarentegen blauwe borden.

### Autosnelweg

Bord 4.01: Autosnelweg

Bord 4.03: Autoweg

Autosnelwegen in Zwitserland (Duits: Autobahn; Frans: Autoroute; Italiaans: Autostrada) zijn nationale wegen van de eerste klasse. Het zijn principieel conflichtvrije wegen, met gescheiden rijrichtingen, minimaal twee rijstroken per rijrichting en meestal met een vluchtstrook voorzien. Voor het gebruik van autosnelwegen die in het bezit zijn van de federale overheid, en daarmee onderdeel zijn van een Nationalstrasse, is een tolvignet verplicht. Eventuele uitzonderingen hierop worden met borden kenbaar gemaakt. Autosnelwegen in het bezit van een kanton kunnen meestal tolvrij gebruikt worden. Zowel federale als kantonale autosnelwegen worden met het Zwitserse bord 4.01 (witte weg met witte brug op een groene achtergrond) kenbaar gemaakt. Voor zover niet anders bepaald bedraagt de maximale snelheid voor personenauto's en motorfietsen 120 km/h, met aanhanger 80 km/h. De minimumsnelheid bedraagt voor alle voertuigen 60 km/h. Op autosnelwegen met minimaal drie rijstroken per rijrichting, geldt op de meest linker rijstrook een minimumsnelheid van 100 km/h, tenzij de maximumsnelheid lager ligt dan de minimumsnelheid.

### Autoweg
Autowegen in Zwitserland (Duits: Autostrasse; Frans: Semi-autoroute; Italiaans: Semiautostrada) zijn nationale wegen van de tweede klasse. Ze zijn net als autosnelwegen geheel conflichtvrij aangelegd, hebben echter slechts gedeeltelijk gescheiden rijrichtingen en zijn vaak enkelbaans uitgevoerd. Netzoals bij federale autosnelwegen wordt een tolvignet ook voor federale autowegen benodigd. Eventuele uitzonderingen hierop worden met borden kenbaar gemaakt. Kantonale autowegen mogen zonder vignet gebruikt worden. Zowel federale als kantonale autowegen worden met het Zwitserse bord 4.03 (witte auto op een groene achtergrond) kenbaar gemaakt. Voor zover niet anders bepaald bedraagt de maximale snelheid voor personenauto's en motorfietsen 100 km/h.

## Federale autosnelwegen en autowegen
Federale autosnelwegen en autowegen zijn aangelegd en in beheer van de federale overheid. In Zwitserland wordt de betreffende instantie "Bundesamt für Strassen" genoemd, vaak als ASTRA (Frans: OFROU; Italiaans: USTRA) afgekort. Alle federale wegen zijn onderdeel van een Nationalstrasse en zijn daarom opgedeeld in N-nummers. Deze zijn echter uitsluitend administratief, voor de weggebruiker zijn vooral de A-nummers - en in mindere mate ook de E-nummers - relevant. Deze worden veelal ook op de borden en in de verkeersinformatie met weggebruiker gecommuniceerd. Het komt echter voor dat sommige trajecten geen A-nummer hebben, deze worden op de weg met een H-nummer bewegwijzerd of geheel ongenummerd gelaten.

### Hoofdtrajecten
| N-nummer | A-nummer                                          | Bijnaam                               | Route                                         | Route                                                               | Route          | Status | Lengte    | E-wegen |
| N-nummer | A-nummer                                          | Bijnaam                               | Van                                           | Via                                                                 | Naar           | Status | Lengte    | E-wegen |
| -------- | ------------------------------------------------- | ------------------------------------- | --------------------------------------------- | ------------------------------------------------------------------- | -------------- | ------ | --------- | ------- |
| N1       |                                                   | «Ost-West-Achse»                      | Bardonnex                                     | Genève - Lausanne - Bern - Aarau - Zürich - Winterthur - St. Gallen | St. Margrethen |        | ± 410 km  |         |
| N2       | A2                                                | Gotthard-Autobahn «Nord-Süd-Achse»    | Weil am Rhein                                 | Basel - Luzern - Altdorf                                            | Göschenen 40   |        | ± 295 km  |         |
| N2       | A2                                                | Gotthard-Autobahn «Nord-Süd-Achse»    | Göschenen 40                                  | Gotthardtunnel                                                      | Airolo 41      |        | ± 295 km  |         |
| N2       | A2                                                | Gotthard-Autobahn «Nord-Süd-Achse»    | Airolo 41                                     | Bellinzona - Lugano                                                 | Chiasso        |        | ± 295 km  |         |
| N3       |                                                   | Walenseeautobahn                      | Saint-Louis                                   | Basel - Zürich - Pfäffikon                                          | Sargans        |        | ± 180 km  |         |
| N4       |                                                   |                                       | Thayngen                                      | Schaffhausen                                                        | Winterthur     |        | ± 165 km  |         |
| N4       | Winterthur                                        | Zürich - Cham - Schwyz                | Brunnen-Nord 40                               |                                                                     |                |        | ± 165 km  |         |
| N4       | Brunnen-Nord 40                                   | Mositunnel                            | Brunnen-Süd 41                                |                                                                     |                |        | ± 165 km  |         |
| N4       | Flüelen 42                                        | Randweg van Flüelen                   | Altdorf                                       |                                                                     |                |        | ± 165 km  |         |
| N5       |                                                   |                                       | Yverdon-les-Bains                             | Neuchâtel                                                           | Le Landeron 19 |        | ± 100 km  |         |
| N5       | Le Landeron 19                                    |                                       | La Neuveville                                 |                                                                     |                |        | ± 100 km  |         |
| N5       | Biel/Bienne                                       | Solothurn                             | Luterbach                                     |                                                                     |                |        | ± 100 km  |         |
| N6       |                                                   |                                       | Biel/Bienne                                   |                                                                     | Lyss-Nord 5    |        | ± 71 km   |         |
| N6       | Lyss-Nord 5                                       | Bern - Thun                           | Spiez                                         |                                                                     |                |        | ± 71 km   |         |
| N6       | Spiez                                             | Spiezwiler Tunnel                     | Mülenen                                       |                                                                     |                |        | ± 71 km   |         |
| N7       |                                                   |                                       | Winterthur                                    | Frauenfeld - Kreuzlingen                                            | Konstanz       |        | ± 35 km   |         |
| N8       |                                                   |                                       | Spiez                                         |                                                                     | Faulensee 20   |        | ± 56 km   |         |
| N8       | Leissigen-West 21                                 |                                       | Leissigen-Ost 22                              |                                                                     |                |        | ± 56 km   |         |
| N8       | Interlaken-West 24                                | Wilderswil                            | Interlaken-Ost 26                             |                                                                     |                |        | ± 56 km   |         |
| N8       | Interlaken-Ost 26                                 | Brienz                                | Brienzweiler 30                               |                                                                     |                |        | ± 56 km   |         |
| N8       | Lungern-Süd 32                                    |                                       | Lungern-Nord 32                               |                                                                     |                |        | ± 56 km   |         |
| N8       | Giswil 33                                         | Sarnen                                | Hergiswil                                     |                                                                     |                |        | ± 56 km   |         |
| N9       |                                                   | Autoroute du Rhône Rhoneautobahn      | Ballaigues 1                                  | Les Clées                                                           | Orbe 3         |        | ± 164 km  |         |
| N9       | Orbe 3                                            | Autoroute du Rhône Rhoneautobahn      | Lausanne - Vevey - Montreux - Martigny - Sion | Sierre-Est 29                                                       |                |        | ± 164 km  |         |
| N9       | Leuk/Susten 30                                    | Autoroute du Rhône Rhoneautobahn      | Turtmann                                      | Gampel-Steg 31                                                      |                |        | ± 164 km  |         |
| N9       | Visp-Süd 33a                                      | Autoroute du Rhône Rhoneautobahn      | Eyholztunnel                                  | Brig-Glis                                                           |                |        | ± 164 km  |         |
| N11      |                                                   | Flughafenautobahn                     |                                               | Kloten-Süd – Flughafen – Zürich (A1)                                |                |        | ± 5 km    |         |
| N12      |                                                   |                                       |                                               | Vevey (A9) – Fribourg – Bern (A1)                                   |                |        | ± 78 km   |         |
| N13      |                                                   | Rheintalautobahn San-Bernardino-Route |                                               | A1 - St. Margrethen - Vaduz (FL) - Sargans (A3) - Chur - Reichenau  |                |        | ± 209 km  |         |
| N13      | Reichenau - Thusis - San Bernardino - Mesocco-Sud | Rheintalautobahn San-Bernardino-Route |                                               |                                                                     |                |        | ± 209 km  |         |
| N13      | Mesocco-Sud - Roveredo                            | Rheintalautobahn San-Bernardino-Route |                                               |                                                                     |                |        | ± 209 km  |         |
| N13      | Roveredo - San Vittore                            | Rheintalautobahn San-Bernardino-Route |                                               |                                                                     |                |        | ± 209 km  |         |
| N13      | San Vittore - Bellinzona (A2)                     | Rheintalautobahn San-Bernardino-Route |                                               |                                                                     |                |        | ± 209 km  |         |
| N13      | Aeroporto Locarno – Ascona                        | Rheintalautobahn San-Bernardino-Route |                                               |                                                                     |                |        | ± 209 km  |         |
| N14      |                                                   |                                       |                                               | Emmen (A2) - Rotkreuz (A4) - Zug                                    |                |        | ± 29 km   |         |
| N15      |                                                   | Oberlandautobahn                      |                                               | Zürich (A1) - Volketswil - Uster                                    |                |        | ± 35 km   |         |
| N15      | Hinwil (A52) - Rüti                               | Oberlandautobahn                      |                                               |                                                                     |                |        | ± 35 km   |         |
| N15      | Rüti - Rapperswil-Jona - Eschenbach               | Oberlandautobahn                      |                                               |                                                                     |                |        | ± 35 km   |         |
| N15      | Eschenbach - Reichenburg (A3)                     | Oberlandautobahn                      |                                               |                                                                     |                |        | ± 35 km   |         |
| N16      |                                                   | Transjurane                           |                                               | Frankrijk (N1019) - Bure                                            |                |        | ± 84 km   |         |
| N16      | Bure - Chevenez                                   | Transjurane                           |                                               |                                                                     |                |        | ± 84 km   |         |
| N16      | Chevenez - Porrentruy - Courgenay                 | Transjurane                           |                                               |                                                                     |                |        | ± 84 km   |         |
| N16      | Courgenay - Glovelier                             | Transjurane                           |                                               |                                                                     |                |        | ± 84 km   |         |
| N16      | Glovelier - Delémont-Est                          | Transjurane                           |                                               |                                                                     |                |        | ± 84 km   |         |
| N16      | Delémont-Est - Moutier-Nord                       | Transjurane                           |                                               |                                                                     |                |        | ± 84 km   |         |
| N16      | Moutier-Nord - Moutier-Sud                        | Transjurane                           |                                               |                                                                     |                |        | ± 84 km   |         |
| N16      | Moutier-Sud - Court                               | Transjurane                           |                                               |                                                                     |                |        | ± 84 km   |         |
| N16      | Court - Valbirse                                  | Transjurane                           |                                               |                                                                     |                |        | ± 84 km   |         |
| N16      | Valbirse - Tavannes                               | Transjurane                           |                                               |                                                                     |                |        | ± 84 km   |         |
| N16      | Tavannes - La Heutte                              | Transjurane                           |                                               |                                                                     |                |        | ± 84 km   |         |
| N16      | Biel/Bienne-Taubenloch – Bözingenfeld (A5)        | Transjurane                           |                                               |                                                                     |                |        | ± 84 km   |         |
| N17      |                                                   |                                       |                                               | Niederurnen (A3) - Näfels                                           |                |        | ± 3,5 km  |         |
| N18      |                                                   |                                       |                                               | Basel (A2) – Reinach-Süd                                            |                |        | ± 14,5 km |         |
| N18      | Reinach-Süd - Aesch                               |                                       |                                               |                                                                     |                |        | ± 14,5 km |         |
| N18      | Grellingen-Ost - Grellingen-West                  |                                       |                                               |                                                                     |                |        | ± 14,5 km |         |
| N20      |                                                   |                                       |                                               | Le Locle-Est – La Chaux-de-Fonds-Ouest                              |                |        | ± 25 km   |         |
| N20      | La Chaux-de-Fonds – Les Convers – Valangin        |                                       |                                               |                                                                     |                |        | ± 25 km   |         |
| N20      | Valangin - Neuchâtel (A5)                         |                                       |                                               |                                                                     |                |        | ± 25 km   |         |
| N20      | Thielle (A5) – Gals – Gampelen – Ins              |                                       |                                               |                                                                     |                |        | ± 25 km   |         |
| N21      |                                                   | Contournement Martigny                |                                               | Gd-St-Bernard (A9) – Martigny-Expo                                  |                |        | ± 5 km    |         |
| N21      | Martigny-Expo – Martigny-Croix                    | Contournement Martigny                |                                               |                                                                     |                |        | ± 5 km    |         |
| N22      |                                                   |                                       |                                               | Pratteln (A2) - Liestal-Nord                                        |                |        | ± 13,5 km |         |
| N22      | Liestal-Nord - Liestal-Süd                        |                                       |                                               |                                                                     |                |        | ± 13,5 km |         |
| N22      | Liestal-Süd - Sissach (A2)                        |                                       |                                               |                                                                     |                |        | ± 13,5 km |         |
| N23      |                                                   | Bodensee-Thurtalstrasse               |                                               | Grüneck (A7) – Eschikofen                                           |                |        | ± 10,5 km |         |
| N23      | Frasnacht - Arbon – Rorschach                     | Bodensee-Thurtalstrasse               |                                               |                                                                     |                |        | ± 10,5 km |         |
| N23      | Rorschach - Meggenhus (A1)                        | Bodensee-Thurtalstrasse               |                                               |                                                                     |                |        | ± 10,5 km |         |
| N24      |                                                   |                                       |                                               | Mendrisio (A2) – Genestrerio – Stabio                               |                |        | ± 3,5 km  |         |

### Subtrajecten
| N-nummer | Aftakking | A-nummer       | Naam                                                      | Traject                            | Status   | Lengte   | E-nummer |
| -------- | --------- | -------------- | --------------------------------------------------------- | ---------------------------------- | -------- | -------- | -------- |
| N1       |           |                |                                                           |                                    |          |          |          |
| N1E      |           | Voie centrale  | Perly (A1) – Lancy Sud – La Praille/Carrefour de l'Etoile |                                    | ± 4 km   |          |          |
| N1G      |           |                | Le Vengeron (A1) – Genève Lac/Route de Meyrin             |                                    | ± 1,5 km |          |          |
| N1M      |           |                | Ecublens (A1) – Lausanne-Maladière                        |                                    | ± 4 km   |          |          |
| N1F      | -         | Forsthaus      | Bern-Forsthaus (A1) – Bern (Insel)                        |                                    | ± 1 km   |          |          |
| N1T      | -         | Neufeldtunnel  | Bern-Neufeld (A1) – Bern (Tiefenaustrasse)                |                                    | ± 1 km   |          |          |
| N1R      | -         | Aaretalstrasse | Aarau-Ost (A1) – Rohr                                     |                                    | ± 1 km   |          |          |
| N1H      |           | Hardturm       | Limmattal (A1) – Zürich-Hardturm                          |                                    | ± 6 km   |          |          |
| N1L      |           | Letten         | Zürich-Ost (A1) – Zürich-Letten                           |                                    | ± 4 km   |          |          |
| N1K      | -         | Kreuzbleiche   | St. Gallen-Kreuzbleiche (A1) – Rosenbergstrasse           |                                    | ± 1 km   |          |          |
| N2       | N2P       |                | Passo del San Gottardo                                    | Airolo (A2) - Motto Bartola        |          | ± 6 km   |          |
| N3       | N3W       |                | Wiedikon                                                  | Zürich-Süd (A3) – Zürich-Wiedikon  |          | ± 4 km   |          |
| N6       | N6M       |                | Muri                                                      | Muri (A6) – Rüfenacht              |          | ± 2 km   |          |
| N6       | N6T       | -              | Thun                                                      | Thun-Nord (A6) – Steffisburg       |          | ± 2 km   |          |
| N6       | N6W       | -              | Wimmis                                                    | Lattigen (A6) - Wimmis             |          | ± 8 km   |          |
| N6       | N6W       | -              | Wimmis                                                    | Wimmis - Simmenfluhtunnel          |          | ± 8 km   |          |
| N9       | N9C       | -              | Lutry                                                     | Lutry – La Croix (A9)              |          | ± 1,5 km |          |
| N9       | N9S       |                | Simplonpass                                               | Brig-Glis (A9) - Ried-Brig         |          | ± 5 km   |          |
| N16      | N16T      | -              | La Rochette Tunnel                                        | Tavannes (A16) – Route de Tramelan |          | ± 1,6 km |          |

## Kantonnale autosnelwegen en autowegen
Kantonnale autosnelwegen en autowegen zijn aangelegd en worden beheerd door de kantons. Ze kunnen onderdeel zijn van diverse administratieve wegen, zoals een Talstrasse of Alpenstrasse. Voor de weggebruiker kunnen ze zowel met een A-nummer of als Hauptstrasse of als Kantonstrasse worden bewegwijzerd. Kantonnale wegen zijn tolvrij.
| Kanton                 | Wegnummer | Traject                             | Lengte    | E-nummer |
| ---------------------- | --------- | ----------------------------------- | --------- | -------- |
| Appenzell Ausserrhoden | K90       | Lustmühle – Teufen                  | ± 4 km    |          |
| Basel-Landschaft       |           | Sissach – Chienbergtunnel – Thürnen | ± 2 km    |          |
| Zürich                 |           | Randweg van Glattfelden             | ± 4 km    |          |
| Zürich                 |           | Bülach-Nord – Kloten-Süd            | ± 10,5 km |          |
| Zürich                 |           | Zumikon – Forch – Hinwil (A15)      | ± 17,5 km |          |

## Geplande autosnelwegen
| Schild | Nummer | Traject              | Lengte | E-nummers |
| ------ | ------ | -------------------- | ------ | --------- |
|        | A19    | A9 - Naters          | 4 km   |           |
|        | A25    | A1 - Herisau         | 10 km  |           |
|        | A28    | Landquart - Klosters | 2,5 km |           |